# Баловень судьбы
«Баловень судьбы» (фр. Itinéraire D'Un Enfant Gâté, Жизненный путь избалованного ребёнка) — кинофильм Клода Лелуша 1988 года с Жан-Полем Бельмондо в главной роли, с участием актёров Ришара Анконина, Мишеля Бона, Пьера Вернье. Музыку к фильму написал композитор Франсис Ле.

## Сюжет
Сам Лион (Жан-Поль Бельмондо), брошенный в детстве нищей матерью, вырос в цирковой труппе. Взрослея, сменил на арене цирка множество амплуа — выступал ковёрным, акробатом-эквилибристом, наездником-жонглёром, воздушным гимнастом, пока не разбился при падении с трапеции. После тяжёлой травмы Сам был вынужден оставить манеж. Он остался в цирке уборщиком, начал придумывать разные приспособления для ускорения и облегчения своего труда, потом — продавать и внедрять свои идеи и раскрыл в себе талант бизнесмена.
Прошли годы. Самуэль Лион стал крупнейшим предпринимателем; основанная им фирма «Виктория» по производству чистящих средств и техники для уборки мусора, названная в честь дочери, вышла на мировой уровень. Но теперь блестяще налаженный бизнес работает почти сам собой и уже не требует пристального, ежесекундного внимания. Взрослые дети Сама стали самостоятельными и больше не нуждаются в отцовской опеке. Первая жена, мать его сына Жана-Филиппа, погибла в автомобильной катастрофе в Сингапуре; со второй женой, матерью дочери Виктории, он мирно и даже весело развёлся, сохранив отличные отношения. И жизнь почему-то перестала радовать Сама Лиона. Авантюрист по натуре, он не смог смириться с размеренным, предсказуемым и пресным существованием и исподволь стал задумываться о переменах. Это желание стало ещё сильнее после того, как сын, получивший блестящее экономическое образование и работающий менеджером на отцовском предприятии, однажды прямо заявил, что именно присутствие Сама сковывает его, мешая проявить свои деловые и организаторские способности.
Дочь Виктория мечтает писать. Её дебютный роман повествует о человеке, бросившем всё и уехавшем в места, где прошла его молодость, чтобы начать жизнь сначала. Прочитав рукопись, Сам, наконец, понимает, чего же он хочет, и решается кардинально изменить свою жизнь.
Сам Лион заявляет всем, что по совету врача отправляется на несколько недель в Атлантический океан, в одиночное плавание на своей яхте — отдохнуть от людей, сбросить стресс. Спустив за борт надувной плот, чтобы потом спасатели нашли его пустым, Сам добирается до Гамбурга, приобретает фальшивые документы на имя бельгийца-франкофона и уезжает в Африку, к водопаду Виктория на границе Замбии и Южной Родезии, где он был когда-то очень счастлив со своей первой женой. Его родные и друзья организуют розыск, фотографии крупного бизнесмена, пропавшего без вести, печатаются на первых полосах газет, но со временем его начинают считать погибшим.
Только два обстоятельства отравляют жизнь Сама Лиона, мешая ему спокойно жить на новом месте. Во-первых, под нерешительным руководством малоопытного Жана-Филиппа компания начинает терять позиции в бизнесе, задумывается о сокращениях и даже о продаже фирмы. Во-вторых, официантом в баре африканского отеля, где поселился Сам, работает один из его бывших сотрудников, Альбер Дювивье (Ришар Анконина́), уволенный с предприятия за нарушение трудовой дисциплины — он покатал невесту на самоходном уличном пылесосе производства фирмы «Виктория». Вечно безденежный Аль узнал своего бывшего патрона и однажды сфотографировал его, надеясь, что если станет совсем худо, можно будет попробовать продать снимки журналистам. Возмущённый Сам раскрывает и ломает его планы. Но потом, получше узнав Аля, порядочного и очень неглупого парня, предлагает ему реализовать другой план: они вернутся во Францию. Вдвоём. В Париже Аль должен будет явиться к Жану-Филиппу и Виктории и предъявить детям Сама «давнее» рекомендательное письмо их отца.
Выдав себя за канадца, опытного менеджера и друга Сама Лиона, Альбер Дювивье устраивается на работу в «Викторию» и, направляемый его советами «из-за кулис», решительно поворачивает фирму к новым деловым успехам.

## В ролях
| Актёр, актриса                                           |  | Персонаж                                    |
| -------------------------------------------------------- |  | ------------------------------------------- |
| Жан-Поль Бельмондо                                       |  | Самуэль («Сам») Лион                        |
| Ришар Анконина                                           |  | Альбер («Аль») Дювивье                      |
| Лио                                                      |  | первая жена Сама                            |
| Беатрис Аженен                                           |  | последняя жена Сама                         |
| Жан-Филипп Шатрье                                        |  | Жан-Филипп Лион, сын Сама от первой жены    |
| Мари-Софи Л.                                             |  | Виктория Лион, дочь Сама от второй жены     |
| Пьер Вернье                                              |  | друг Сама, кюре                             |
| Филипп Лорен                                             |  | друг Сама, его личный врач                  |
| Мишель Бон                                               |  | друг Сама, его нотариус                     |
| Анни Филипп                                              |  | секретарша Сама, бывшая воздушная гимнастка |
| Даниель Желен                                            |  | папаша Дювивье, отец Альбера                |
| Селин Коссимон                                           |  | сестра Альбера                              |
| Николя Малле, Фирмин Грюсс, Стефан Грюсс, Поль Бельмондо |  | Сам Лион в возрасте 3, 7, 16, 20 лет        |

## Награды
- 1989 — Премия «Сезар» лучшему актёру (Жан-Поль Бельмондо).
- 1989 — Премия «Сезар» за лучшую музыку (Франсис Лей).

## Интересные факты
Жан-Поль Бельмондо, награждённый «Сезаром» за главную роль в этом фильме, отказался принять награду, потому что Сезар, скульптор, который создал статуэтку, когда-то не очень хорошо отозвался о работах его отца, также скульптора, Поля Бельмондо.